# NGC 2048
NGC 2048 (другое обозначение — ESO 56-*N166) — эмиссионная туманность в созвездии Золотой Рыбы, расположенная в Большом Магеллановом Облаке. Открыта Джеймсом Данлопом в 1826 году. Является частью области звездообразования LH 87n, которая, в свою очередь, относится к сверхпузырю N 154. Возраст туманности составляет менее 10 миллионов лет.
Этот объект входит в число перечисленных в оригинальной редакции «Нового общего каталога».